# Вес Мітчелл
Аарон Вес Мітчелл (англ. Aaron Wess Mitchell) — американський політичний аналітик і державний службовець, помічник державного секретаря з європейських та євразійських справ. Був президентом і виконавчим директором Центру аналізу європейської політики. 19 липня 2017 р. президент Дональд Трамп висунув кандидатуру Мітчелла на посаду помічника державного секретаря з європейських та євразійських справ, затверджений Сенатом Сполучених Штатів у вересні 2017 р. Обіймав посаду до 15 лютого 2019 року.

## Біографія
Техасець у шостому поколінні. Він вивчав історію та політологію в Техаському технологічному університеті, закінчив Школу дипломатичної служби Джорджтаунського університету. Мітчелл здобув ступінь доктора філософії у Вільному університеті Берліна.
Перед тим, як заснувати Центр аналізу європейської політики у 2004 році, він працював науковим співробітником Національного центру аналізу політики. CEPA є некомерційним незалежним дослідницьким інститутом державної політики, який вивчає Центральну та Східну Європу.
У 2012 р. був радником з питань національної безпеки президентської кампанії Мітта Ромні.
Мітчелл є співавтором двох книг (Unquiet Frontier: Vulnerable Allies, Rising Rivals and the Crisis of American Power і The Godfather Doctrine: A Foreign Policy Parable). Він виступає в консультативних радах Інституту дипломатії та конгресу Річарда Лугара, Словацької атлантичної комісії, Празького центру трансатлантичних відносин, Атлантичної ініціативи і Товариства Александера Гамільтона.
Живе у штаті Вірджинія разом з дружиною та двома дітьми. Говорить німецькою мовою.